# 吉谷一次
吉谷 一次（よしたに いちじ、1897年〈明治30年〉3月14日 - 1990年〈平成2年〉3月23日）は、日本の政治家。北海道函館市長（3期）。

## 来歴
長野県生まれ。吉谷重平の長男。1918年（大正7年）、北海道帝国大学土木専門部卒。卒業後は北海道炭礦汽船に入り、土木技師として活動する。1920年（大正9年）に函館区水道拡張事業所（現・函館市企業局上下水道部）に移り、市水道課長、同水道部長、助役を経て、1955年（昭和30年）の函館市長選挙に立候補し、現職の宗藤大陸を破って初当選した。同年5月2日に市長に就任した。在職中は市勢拡大の時期であり、道南の中核都市としての都市計画が一層進んだ。函館空港の開港や函館臨海工業用地の完成、函館大学の開学、銭亀沢村を編入合併などがあった。市長を3期務め、1967年（昭和42年）の選挙では元北海道庁職員の矢野康に敗れた。同年5月1日に退任した。1990年3月23日23時35分、脳梗塞のため死去した。

## 栄典
- 1968年（昭和43年） - 勲四等瑞宝章[2][3]
- 1978年（昭和53年） - 函館市名誉市民[9]
- 1990年（平成2年） - 厚生大臣表彰[2][3]